# Marcin Franciszek Smogulecki
Marcin Franciszek Smogulecki herbu Grzymała – starosta nakielski w latach 1686-1701, pułkownik wojsk koronnych.
Syn Jakuba Jana. Sędzia kapturowy w grodzie nakielskim w 1696 roku. Deputat województwa poznańskiego w rokoszu łowickim 1697 roku. 